# Clonaria guilielmi
Clonaria guilielmi är en insektsart som först beskrevs av Sjöstedt 1924.  Clonaria guilielmi ingår i släktet Clonaria och familjen Diapheromeridae. Inga underarter finns listade i Catalogue of Life.